# Эрифра
Эрифра, Эрифр (др.-греч. Ερύθρας, лат. Erythras) — персонаж греческой мифологии. Царь, сын Персея, от которого получило название Эритрейское море (Ερυθρά Θάλασσα). Его могилу показывали на острове Огирис к югу от Кармании. Согласно Агафархиду, был персом, который отправил на остров табун лошадей. Ограничивал доступ египтянам к морю.